# Giōrgos Tzioumakas
Giōrgos Tzioumakas (in greco Γιώργος Τζιουμάκας?; 23 gennaio 1995) è un pallavolista greco di ruolo opposto.

## Biografia
Suo padre è l'ex pallavolista e poi allenatore Sōkratīs Tzioumakas, suo tecnico al Filippos Veroias.

## Carriera

### Club
La carriera professionistica di Giōrgos Tzioumakas inizia nella stagione 2011-12, quando debutta nella Volley League greca con la maglia dell'Īraklīs Salonicco, club nel quale milita per due annate aggiudicandosi uno scudetto ed una Coppa di Grecia.
Nella stagione 2013-14 lascia la Grecia per giocare nella Serie A1 italiana con la Piemonte di Cuneo, dove tuttavia non può essere tesserato per il campionato per motivi anagrafici, non prendendo così parte ad alcun incontro ufficiale. Nella stagione seguente resta in Italia, giocando però nella Sir Safety Perugia, dove milita per due annate.
Nel campionato 2016-17 viene ingaggiato dal Piacenza, mentre in quello successivo è alla New Mater di Castellana Grotte, sempre nella massima divisione italiana. Rientra in patria nella stagione 2018-19, vestendo la maglia dell'AEK Atene, neopromossa in Volley League, mentre nella stagione seguente fa ritorno all'Īraklīs Salonicco, riservandosi però il diritto di rescindere in caso di offerta da altra formazione: sfrutta questa clausola nel gennaio 2020, quando accetta la proposta della formazione iraniana dello Shahdab Yazd, dove conclude l'annata.
Rientra immediatamente in patria nel campionato 2020-21, giocando per il Filippos Veroias, club neopromosso in massima divisione, dove rimane fino alla fine del 2021, quando si accorda con il Foinikas Syro per la seconda parte della Volley League 2021-22.

### Nazionale
Nel 2013 esordisce nella nazionale greca, con cui vince la medaglia d'argento alla European League 2014. In seguito conquista ancora un argento all'European Silver League 2019.

## Palmarès

### Club
- Campionato greco: 1

2011-12
- Coppa di Grecia: 1

2011-12

### Nazionale (competizioni minori)
- European League 2014
- European Silver League 2019